# 김일진 (음악가)
김일진(1975년 4월 28일 ~ )은 대한민국의 여성 싱어송라이터 겸 피아노 연주자이다.

## 생애
아르바이트로 시작한 세션 연주자 활동을 계기로 음악에 입문하였다. 1998년에는 한양대학교에서 작곡가 학사 학위를 받았으며 2009년에는 빈 국립음악예술대학교 대학원에서 작곡과 음악학 석사 학위를 받았다. 가요계에 데뷔하기 이전에는 베이시스, 이현도, 리아, 박정현, 이기찬, 이은미, 에코, 등 스튜디오 세션과 연주자로 활동했다.
1999년 일진이라는 예명으로써 여성 2인조 댄스 팝, R&B 보컬 음악 그룹 허쉬(Hush)의 보컬리스트로 가수로 데뷔하였으며 2002년 솔로 가수로 데뷔하였다.
귀국 후에 2012년 뉴에이지 크로스오버 연주 앨범인 《Painting Sound (소리그리기)》를 발표했다. 2014년에는 제인(Jane)이라는 예명으로 크로스오버 연주 앨범인 《Dream In A Dream》을, 2015년에는 가수 이기찬과 디지털 싱글 《조각보》를 발표했다. 2018년에는 정규 앨범 《반짝 반짝》을 발표했다.

## 음반 목록
허쉬(Hush)
- 2000년 - 1집 《Hush》

일진(Eeljin)
- 2002년 - 《Eeljin》

김일진(Iljin Kim)
- 2012년 - 《Painting Sound (소리그리기)》

제인(Jane)
- 2014년 - 《Dream In A Dream》
- 2015년 - 《조각보》

김일진
- 2018년 - 《반짝 반짝》

## 같이 보기
- 조수아